# 剑桥大学悉尼·萨塞克斯学院
52°12′26″N 0°7′13″E / 52.20722°N 0.12028°E
剑桥大学悉尼·萨塞克斯学院（英語：Sidney Sussex College, Cambridge）是剑桥大学的一个学院。創建於1596年，依伊麗莎白一世的宮廷女侍Frances Radclyffe（1531–1589）的遺願創立。